# Psitacosis
La psitacosis u ornitosis es una enfermedad infecciosa que suele ser transmitida a los humanos por las aves pertenecientes a las familias de los loros, canarios, pavos, pollos y palomas. La enfermedad es causada por la bacteria Chlamydophila psittaci (o Chlamydia psittaci).
En vista de que esta enfermedad es contagiada por aves de la familia de los loros, suele presentarse en trabajadores de tiendas de mascotas y personas que han comprado un ave infectada. También puede presentarse en campesinos y en trabajadores de mataderos donde se procesan pavos.

## Contagio
Se contagia por la inhalación de polvo de material fecal seco de jaulas de las aves y por la manipulación de aves infectadas en mataderos. No se han informado casos de contagio entre personas. El material de desecho de la jaula de un pájaro puede mantener su condición infecciosa durante semanas.

## Síntomas
En los humanos, los síntomas son fiebre, artralgia, conjuntivitis, diarrea, epistaxis, escalofríos, leucopenia, y en algunos casos puede llegar a neumonía. En las aves, los síntomas incluyen falta de apetito, apariencia desgreñada, secreción ocular o nasal y diarrea. Las aves pueden morir a raíz de esta enfermedad. Ciertas aves pueden excretar el microorganismo, aun cuando no presenten síntomas.

## Periodo de incubación
El período de incubación puede durar entre cuatro y quince días, aunque suele ser de diez días.

## Diagnóstico
En los humanos, puede ser diagnosticada mediante pruebas especiales de anticuerpos sanguíneos. En las aves, los veterinarios pueden diagnosticar la infección realizando una prueba especial para chlamydia en una muestra de material fecal. La infección no brinda inmunidad permanente contra esta enfermedad.

## Tratamiento
Se recetan antibióticos como la tetraciclina y el cloranfenicol. efectiva tanto en humanos como en las aves. En caso de no recibir tratamiento adecuado, las consecuencias pueden ser graves y provocar incluso la muerte, especialmente en personas mayores. Existen algunas precauciones que pueden tomarse para evitar el contagio de la psitacosis. Si se mantienen aves como mascotas, es importante realizar una limpieza constante de sus jaulas para evitar que la materia fecal se acumule, se seque y pueda ser transportada por el aire. Las leyes actuales exigen que las aves de la familia de los loros, importadas del extranjero, permanezcan en un estado de cuarentena para aves antes de su venta. Durante dicha cuarentena, se les administra un suplemento alimentario de tetraciclina para reducir el riesgo de infección, aunque la duración del tratamiento suele ser inferior a los cuarenta y cinco días necesarios para tratar completamente al ave. Por lo tanto, las autoridades federales de la salud han recomendado recientemente que los criadores e importadores garanticen que todos los polluelos y las aves domésticas importados reciban alimentación especial con tetraciclina durante cuarenta y cinco días consecutivos para evitar el contagio de la psitacosis de las aves a los humanos.

### Aves
- https://web.archive.org/web/20071129215010/http://www.birdsnways.com/articles/psittico.htm (en inglés)
- https://web.archive.org/web/20071101033216/http://www.birdsnways.com/wisdom/ww23eiii.htm (en inglés)
- https://web.archive.org/web/20071014111043/http://epah.net/birds/psittacosis-b.html (en inglés)

### Humanos
- Medline Plus Encyclopedia 000088 (en inglés)
- DDB 2375

- Datos: Q164727
- Multimedia: Psittacosis / Q164727